# D&D Beyond
D&D Beyond (DDB) es el conjunto de herramientas digital oficial y acompañante de juego para la quinta edición de Dungeons & Dragons. DDB alberga versiones en línea de los libros oficiales de la quinta edición de Dungeons & Dragons, incluidos libros de reglas, aventuras y otros suplementos; también proporciona herramientas digitales como un generador de personajes y una hoja de personaje digital, listas de monstruos y hechizos que se pueden ordenar y filtrar, un generador de encuentros y una extensión de Twitch superpuesta interactiva. Además del contenido oficial de D&D disponible para comprar, también ofrece la posibilidad de crear y agregar contenido casero personalizado.
D&D Beyond también publica videos originales, stream y contenido de artículos, incluidas entrevistas con el personal de Dungeons & Dragons, vistas previas y contenidos vinculados, además de actualizaciones de desarrollo semanales.
D&D Beyond fue operado anteriormente por Curse LLC, una subsidiaria de Twitch. Sin embargo, el 12 de diciembre de 2018, Fandom, Inc. anunció que había adquirido todos los activos de medios de Curse, incluido D&D Beyond. El 13 de abril de 2022, Hasbro anunció que adquiriría D&D Beyond. La transferencia oficial a Wizards of the Coast, una división de Hasbro, se produjo el 18 de mayo de 2022.

## Historia
D&D Beyond se lanzó el 15 de agosto de 2017, después de una prueba beta inicial que comenzó el 21 de marzo de 2017. Adam Bradford fue el líder del proyecto de D&D Beyond.

### Adquisición por Fandom
El 12 de diciembre de 2018, Fandom, Inc. anunció que había adquirido todos los activos de medios de Curse LLC, incluido D&D Beyond, por un monto no revelado.
En junio de 2019, D&D Beyond agregó un conjunto de herramientas de Encounter Builder que estaba abierto a suscriptores para pruebas alfa. Encounter Builder ingresó a la prueba beta pública en octubre de 2019.
En febrero de 2020, D&D Beyond agregó un Rastreador de combate que estaba abierto a suscriptores para testeo alfa.
El 25 de marzo de 2020, Bradford, entonces ya como vicepresidente de Tabletop Gaming en Fandom, le dijo a Syfy Wire que la cantidad normal de nuevos usuarios de D&D Beyond se había duplicado en las últimas dos semanas durante la pandemia de COVID-19 y que también hubo "un similar aumento del número de usuarios activos". En abril de 2020, The Wall Street Journal informó que "Bradford dijo que la cantidad de usuarios registrados se triplicó en el último mes, y la cantidad de jugadores en línea en cualquier momento se duplicó en promedio. La aceptación obligó a la empresa a acelerar la expansión de su infraestructura, que de otro modo se habría producido dentro de meses".
En enero de 2021, James Haeck, escritor principal de D&D Beyond, anunció su salida de la empresa. En febrero de 2021, Bradford, Todd Kenreck (director creativo de D&D Beyond y Fandom) y Laura Urban (directora de la comunidad de D&D Beyond) anunciaron su salida de Fandom para dedicarse a otros proyectos.

### Adquisición por Hasbro
El 13 de abril de 2022, Hasbro anunció la adquisición de D&D Beyond por USD $ 146,3 millones, con planes para respaldar oficialmente las compras anteriores realizadas en el servicio y que sea absorbido por Wizards of the Coast de Hasbro. La venta estuvo sujeta a condiciones de cierre y ciertas aprobaciones regulatorias, y se completaría durante el segundo o tercer trimestre de 2022. Polygon destacó que Wizards of the Coast es una gran parte de "las ganancias generales de Hasbro desde el lanzamiento de la quinta edición de D&D en 2014. Con una ganancia operativa de USD $ 547 millones en 2021, la unidad de negocios de Wizards representó el 72 % de la ganancia operativa de Hasbro para el año. Tomando eso en perspectiva, la compra de D&D Beyond de Fandom por USD $ 146.3 millones en efectivo parece un pequeño precio a pagar para bloquear una plataforma con cerca de 10 millones de usuarios. Gizmodo comentó que una vez que D&D Beyond sea una parte oficial de Wizards of the Coast, "podrían ofrecer algún tipo de capacidad cruzada con productos digitales en múltiples sitios, kits de herramientas y VTTs, haciendo que las barreras capitales para el juego sean menos insoportables. [... ] Pero también la consolidación uniforme de las herramientas digitales bajo el estandarte de una sola empresa no es buena para la competencia y, por lo tanto, hace que el jugador tenga menos opciones para jugar. [...] Si los fans todavía tienen que pagar dos o tres veces por un módulo, clase o descripción de artículo tanto en los productos WotC como en DnDBBeyond, es poco probable que cree un mercado sostenible".
Las cuentas de D&D Beyond se transfirieron a Wizards of the Coast el 18 de mayo de 2022. En ese momento, entraron en vigor los términos de servicio y la política de privacidad actualizados de Wizards of the Coast. Para marcar la adquisición, Wizards of the Coast entregó a los usuarios registrados de D&D Beyond el complemento Acquisitions Incorporated (2019) entre el 16 y el 26 de mayo de 2022. Además, pusieron a disposición de todos un módulo de aventura inicial, Lost Mine of Phandelver (2014), disponible para todos los usuarios registrados en el futuro. Luego, en abril y junio, Wizards of the Coast lanzó dos suplementos nuevos exclusivos de D&D Beyond: Monstrous Compendium Vol 1: Spelljammer Creatures (2022) y Vecna Dossier (2022), respectivamente.
Linda Codega, para Io9 el 5 de enero de 2023, informó sobre los detalles de una copia completa filtrada de Open Game License (OGL) 1.1, incluidos términos actualizados, como no autorizar más el uso de OGL1.0. La OGL ha permitido que se produzca una amplia gama de obras derivadas comerciales no oficiales basadas en la mecánica de Dungeons & Dragons desde 2000. En los días posteriores a esta filtración, Vice, The Guardian, CNBC, y muchos otros medios enfocados en la industria informaron sobre las reacciones negativas tanto de los fans como de los creadores de contenido profesional. Una respuesta de la comunidad fue un movimiento en línea para cancelar las suscripciones a D&D Beyond; ComicBook.com informó que este movimiento de boicot se unió en las redes sociales en torno al "hashtag #StoptheSub" e incluyó a "muchas personalidades destacadas de D&D". Game Rant destacó que varios hashtags, como "DnDBegone" y "StopTheSub", fueron tendencia en Twitter con el desprecio de los fans por las "políticas draconianas" de Hasbro. El Financial Times comentó que "darse de baja de D&D Beyond parece ser la mejor forma de mostrar descontento". Io9 informó que, según sus fuentes en Wizards, el impacto de este boicot "no fue insignificante" y llevó a la alta dirección a luchar "para ajustar sus mensajes en torno a la situación". Después de la filtración, Wizards retiró los cambios a la OGL. The Motley Fool señaló que Hasbro usó D&D Beyond para "publicar un mea culpa". TheStreet comentó que Wizards unió a su "base de jugadores completa" detrás del movimiento para retener el OGL original con los jugadores respondiendo "con sus billeteras" y que "supuestamente" hubo suficientes cancelaciones de D&D Beyond para "causar que el sitio web colapsara". Io9 también destacó que el movimiento para boicotear a D&D Beyond "envió un mensaje a los altos mandos de WotC y Hasbro. Según múltiples fuentes, estas consecuencias financieras inmediatas fueron lo principal que los obligó a responder"; según las fuentes, había "'cinco dígitos' de tickets de quejas en el sistema" para que servicio al cliente manejara las solicitudes de eliminación de cuentas.
Después de la retractación de OGL por parte de Wizards, se informó de especulaciones sobre una revisión importante de D&D Beyond. En respuesta, D&D Beyond declaró que esto era "información errónea": refutaron los rumores de un aumento de precios y que se introduciría una inteligencia artificial de Dungeon Master en la plataforma.

En una entrevista con The Verge en marzo de 2023, el CEO de Hasbro, Chris Cocks, destacó que las herramientas digitales como D&D Beyond y Roll20 ayudan a mejorar las imágenes durante el juego sin ser tan costosas como el terrenos físicos y las miniaturas de creadores de alto nivel como Dwarven Forge. Según Cocks, la pandemia aceleró la tendencia del juego digital para Dungeons & Dragons. Cocks declaró: 
Hoy en día, probablemente cerca del 50 por ciento de las partidas de D&D se juegan usando algún tipo de tablero de mesa digital, más frecuentemente D&D Beyond, como intermediario para jugar. Vemos que esa tendencia solo continúa, por lo que la gran mayoría del juego involucrará una pantalla de alguna clase, ya sea para administrar tu personaje o para administrar las imágenes asociadas con el aspecto visual. [...] [D&D Beyond] tiene una profunda integración con el contenido, y hay muchas oportunidades fantásticas para agregarle elementos visuales. Tuvimos un playtest de "amigos-y-familiares" de una mesa digital basada en Unreal que es una especie de compendio de D&D Beyond. Agrega una experiencia RPG de mesa en 3D isométrica y de alto nivel que creemos que podría ser realmente genial, y es algo que creemos que la gente disfrutaría jugando.
La presentación de D&D Direct de marzo de 2023 mostró que el próximo D&D Virtual Tabletop se integrará con D&D Beyond, como la importación de hojas de personajes creadas en D&D Beyond. Wizards of the Coast destacó que "se planea un playtest de D&D Beyond para D&D Virtual Tabletop para finales de 2023".

## Contenido
Los libros sobre D&D Beyond consisten en el contenido del compendio y el acceso a las opciones de ese contenido en el resto del conjunto de herramientas. El contenido del compendio es una versión digital del libro (como HTML, no PDF), con todas las ilustraciones y mapas del libro también; incluye enlaces cruzados e información sobre herramientas para monstruos, elementos mundanos o mágicos, hechizos y reglas relevantes mencionadas en el texto. El acceso a las opciones del libro en el resto del conjunto de herramientas de DDB permite que las subclases, hechizos, objetos mágicos, monstruos y similares comprados se usen con el creador de personajes y otras herramientas, y permite al usuario ver las descripciones completas del contenido comprado en esos listados (es decir, fuera del compendio).
Los libros fuente oficiales de la quinta edición de Dungeons & Dragons publicados por Wizards of the Coast están disponibles para su compra en D&D Beyond. El contenido oficial que Wizards of the Coast publica de forma gratuita también está disponible de forma gratuita en D&D Beyond. Esto incluye el contenido de las reglas básicas y el documento de referencia del sistema (las "reglas básicas" en D&D Beyond son una combinación inclusiva de los dos), las razas y hechizos de Elemental Evil Player's Companion, y contenido de playtest activo presentado en la serie Unearthed Arcana en el sitio web oficial de Dungeons & Dragons (a partir de enero de 2018). Para esta categoría final, el contenido de Unearthed Arcana generalmente se agrega a D&D Beyond aproximadamente una semana después de que Wizards of the Coast lo publique. Una vez que el período de prueba ha concluido para el contenido de Unearthed Arcana (ya sea que esté publicado en un libro o retirado, según lo determine Wizards of the Coast), se archiva en D&D Beyond; los personajes existentes que ya usan el contenido pueden continuar haciéndolo, pero el contenido de playtest archivado no se puede agregar nuevamente a un personaje.
El 10 de mayo de 2022, se anunció que el lanzamiento digital de Mordenkainen Presents: Monsters of the Multiverse (2022) se corresponderá con la descatalogación de Volo's Guide to Monsters (2016) y Mordenkainen's Tome of Foes (2018) en D&D Beyond debido a que Monsters of the Multiverse revisa las razas de los jugadores y los monstruos publicados previamente en esos libros fuente. D&D Beyond luego confirmó que los usuarios conservarán el acceso a las copias compradas previamente de Volo's Guide to Monsters y Mordenkainen's Tome of Foes. D&D Beyond también declaró que "pueden actualizar las convenciones de nomenclatura de contenido para diferenciar fácilmente nuestras listas" para los usuarios que han comprado acceso a contenido antiguo y nuevo.

### Conjuntos de herramientas
Se puede acceder al contenido del compendio desbloqueado en varios conjuntos de herramientas, como hojas de personajes interactivas y catálogos de hechizos, monstruos e ítems. En 2020, D&D Beyond agregó un tirador de dados digital a las hojas de personajes con dados digitales gratuitos y premium. Dungeon Masters puede crear campañas en D&D Beyond donde los jugadores pueden agregar sus hojas de personaje. En 2020, D&D Beyond lanzó la herramienta "Encounter Builder" para Dungeon Masters para diseñar y ejecutar encuentros de combate para sus jugadores.
Además, D&D Beyond incluye una herramienta de creación casera que permite a los usuarios crear y compartir versiones caseras de "hechizos, objetos mágicos, monstruos, trasfondos, proezas, razas o subclases".

### Lanzamientos digitales
Wizards of the Coast también ha esrando contenido exclusivamente en D&D Beyond:
| Título                                            | Autor | Fecha                                | Nivel | Notas |
| ------------------------------------------------- | --- | ------------------------------------ | ----- | --- |
| Rrakkma                                           | Chris Lindsay | 18 de mayo de 2018                   | 9     | Una aventura introductoria de la Liga de Aventureros para Mordenkainen's Tome of Foes lanzada de forma gratuita en D&D Beyond con la compra del libro de consulta. |
| Monstrous Compendium Vol 1: Spelljammer Creatures | Christopher Perkins, Jeremy Crawford                                                                              | 21 de abril de 2022                  | N/A   | Contenido exclusivo digital en D&D Beyond. |
| Vecna Dossier                                     | Wizards RPG Team                                                                                                  | 9 de junio de 2022                   | 20    | Contenido exclusivo digital en D&D Beyond. |
| Spelljammer Academy                               | Chris Lindsay, Chris Tulach, Travis Woodall, Will Doyle, Rich Lescouflair, Gabrielle Harbowy, Christopher Perkins | 11 de julio de 2022 – agosto de 2022 | 1-5   | Módulo de aventura precuela para el set en caja Spelljammer: Adventures in Space lanzado de forma gratuita en D&D Beyond exclusivamente. El módulo de aventuras se distribuyó en cuatro partes desde julio hasta agosto de 2022: "Orientation", "Trial by Fire", "Realmspace Sortie!", y "Behold... H'Catha". |
| Monstrous Compendium Vol 2: Dragonlance Creatures | F. Wesley Schneider, Makenzie De Armas, Ron Lundeen, Jeremy Crawford                                              | 5 de diciembre de 2023               | N/A   | Contenido exclusivo digital en D&D Beyond. |
| Thieves' Gallery                                  | Jeremy Jarvis, Christopher Perkins                                                                                | 6 de marzo de 2023                   | N/A   | Bloques de estadísticas para los personajes principales de la película Dungeons & Dragons: Honor Among Thieves distribuidos exclusivamente en D&D Beyond. |
| Monstrous Compendium Vol 3: Minecraft Creatures   | Christopher Perkins                                                                                               | 28 de marzo de 2023                  | N/A   | Contenido exclusivo digital en D&D Beyond para promocionar el contenido de descarga de Dungeons & Dragons para Minecraft. |
| Legendary Magic Items                             | Jeremy Jarvis, Christopher Perkins                                                                                | 31 de marzo de 2023                  | N/A   | Contenido exclusivo digital en D&D Beyond con ítems mágicos de Honor Among Thieves. |

## Plataformas
El sistema de gestión de contenido y personajes de D&D Beyond se basa principalmente en navegadores y es totalmente funcional tanto en navegadores móviles como de escritorio. El sitio web de DDB se actualiza continuamente, en gran medida en función de los comentarios de los usuarios de toda la comunidad.
El 4 de marzo de 2018, la aplicación móvil de D&D Beyond se lanzó por primera vez en prueba beta, enfocada en proporcionar un lector electrónico para el contenido oficial de Dungeons & Dragons. La aplicación permite descargar el contenido del compendio de Dungeons & Dragons para usarlo sin conexión. Algunos usuarios habían criticado la falta de una hoja de personaje o un constructor en la aplicación, que era una de las principales ofertas de D&D Beyond; sin embargo, DDB reveló que se planeó la funcionalidad de gestión de personajes.
En una actualización de desarrollo de D&D Beyond el 31 de octubre de 2019, Adam Bradford habló sobre los planes de DDB para desarrollar dos aplicaciones móviles adicionales enfocadas en la experiencia del jugador y la experiencia de Dungeon Master, respectivamente; explicó que la funcionalidad de gestión de personajes se incluiría en esta nueva aplicación de jugador, dejando la aplicación móvil existente como un lector para el contenido del compendio. En marzo de 2020, D&D Beyond abrió pruebas alfa limitadas para esta aplicación de jugador a los suscriptores actuales que se registraron, y el testo alfa comenzó el mes siguiente.

## Pagos
D&D Beyond obtiene sus ingresos de las compras de contenido digital, suscripciones y publicidad. Sus herramientas son generalmente de uso gratuito, aunque algunas requieren una cuenta (que se puede crear de forma gratuita); sin embargo, ver los detalles completos del contenido de los libros oficiales de la quinta edición de Dungeons & Dragons requiere poseer ese contenido en D&D Beyond o que alguien lo comparta contigo. Este contenido se puede comprar como una compra única; comprar una suscripción no otorga acceso a ningún contenido. The Verge destacó que la adquisición por parte de Hasbro "cambia a D&D Beyond de una fuente de ingresos basada en regalías para Wizards of the Coast a un desarrollo interno".

### Compras de contenido
En el mercado en línea de DDB, los clientes pueden comprar un libro completo, incluido el contenido del compendio y el acceso a ese contenido en el resto del conjunto de herramientas, o comprar partes individuales de ese libro por separado (obteniendo solo el contenido del compendio o solo los hechizos individuales o subclases que quieren usar en el generador de personajes, por ejemplo). Si se compran a la carta partes de un libro, entonces si el cliente decide comprar el libro completo más tarde, el precio de ese libro se descuenta del costo que ya ha pagado por el contenido del libro. En su lanzamiento, el precio de los libros fuente era de USD $29,99 y el precio de los módulos de aventura era de USD $24,99.
D&D Beyond también ofrece tres paquetes de libros: Sourcebook Bundle, Adventure Bundle y Legendary Bundle. Sourcebook Bundle incluye todos los libros fuente oficiales publicados para la quinta edición de Dungeons & Dragons y otorga un descuento permanente del 10 % en todas las futuras compras de libros fuente en DDB; Adventure Bundle hace lo mismo con los libros de aventuras oficiales. Legendary Bundle incluye todos los libros oficiales de la quinta edición de Dungeons & Dragons de ambos tipos, y otorga un 15 % de descuento en todas las compras futuras de libros fuente y aventuras. En su lanzamiento, Legendary Bundle (que incluía cinco libros fuente y ocho módulos de aventuras) costaba USD $279,99. Para marzo de 2020, el costo de Legendary Bundle había aumentado a USD $637,19 e incluía el acceso a "más de 30 títulos en total". Más tarde se cambió a USD $ 955,86 y ahora incluye 44 libros. El precio de cada paquete se determina simplemente sumando el precio actual de todos los libros del paquete y luego restando el costo que el cliente pagó previamente por los libros de ese paquete que ya posee. Estos paquetes se actualizan con cada lanzamiento oficial nuevo.

### Suscripciones
La mayor parte de la funcionalidad de D&D Beyond es de uso gratuito, aparte de las compras de contenido necesarias para ver contenido no gratuito de los libros oficiales de la quinta edición de Dungeons & Dragons. Sin embargo, D&D Beyond ofrece dos niveles de suscripción, Hero Tier y Master Tier, que amplían la funcionalidad del sitio.
La suscripción a Hero Tier otorga una serie de beneficios. El sitio normalmente presenta anuncios y el creador de personajes limita a los usuarios gratuitos a seis personajes activos en un momento dado. Sin embargo, la suscripción Hero Tier elimina los anuncios y permite a los usuarios crear una cantidad ilimitada de personajes. Además, si bien el contenido casero que los usuarios eligen publicar en el sitio es gratuito para cualquiera (incluso sin una cuenta), la suscripción Hero Tier permite a los usuarios agregar contenido casero publicado a su colección; este contenido se puede usar en el resto del conjunto de herramientas, incluido el creador de personajes. Finalmente, este nivel otorga acceso anticipado a algunas herramientas nuevas a medida que se desarrollan. Por ejemplo, antes de que estuviera disponible para todos, el generador de encuentros pasó por una fase de prueba alfa, durante la cual los suscriptores de nivel Héroe y Maestro podían usarlo y proporcionar comentarios para ayudar a identificar bugs y guiar el desarrollo futuro.
La suscripción Master Tier principalmente permite al usuario compartir su contenido comprado con otros en un grupo de campaña con ellos en D&D Beyond, además de todos los beneficios de la suscripción Hero Tier. Aunque el contenido casero privado se comparte automáticamente sin una suscripción, el contenido casero publicado y el contenido oficial requieren una suscripción Master Tier para ser compartido. Con una suscripción Master Tier, el usuario puede habilitar el uso compartido de contenido para hasta tres campañas en las que este participe de hasta doce jugadores cada una (así como el Dungeon Master de cada campaña). Si se habilita el uso compartido de contenido, cualquier contenido oficial propiedad de cualquiera de los jugadores o del Dungeon Master (DM), así como cualquier contenido casero publicado en cualquiera de sus colecciones, se comparte con los demás miembros del grupo. A partir de agosto de 2019, el DM de un grupo de campaña puede habilitar o deshabilitar el intercambio de contenido del compendio de cada libro específico con jugadores que no poseen ese contenido; se planean opciones de administración de contenido compartido más específicas para el futuro.

## Recepción
Gus Wezerek, de FiveThirtyEight, informó que de las combinaciones de clase y raza de la quinta edición por cada 100.000 personajes que los jugadores crearon en D&D Beyond del 15 de agosto al 15 de septiembre de 2017, los guerreros fueron los más populares con 13.906 personajes creados, seguidos de los pícaros (11.307) y magos (9855). Los druidas fueron los menos populares, con 6328 personajes creados. Wezerek escribió: "Cuando comencé a jugar a 'Dungeons & Dragons' hace cinco años, nunca hubiera elegido la opción más popular del juego: el guerrero humano. Ya hay suficientes guerreros humanos en películas, televisión y libros: mi primer personaje fue un hechicero dracónido albino. Pero en estos días puedo excusarme en la simplicidad detrás del combo".
Cecilia D'Anastasio, para Kotaku en 2017, escribió "cuando se ve como un conjunto de herramientas y no como un reemplazo de las tradiciones de D&D, D&D Beyond es exactamente el tipo de renovación digital que el juego necesita para mantenerse accesible, optimizado y relevante". D'Anastasio destacó una desventaja, que era que el contenido de DMs Guild no se integra automáticamente con D&D Beyond. Gavin Sheehan, para Bleeding Cool en 2017, destacó la capacidad de crear contenido casero en D&D Beyond. Si bien Sheehan creía que estos recursos digitales valían la pena, escribió que "el precio será el verdadero punto de división para algunas personas. [...] Puedo ver a la gente gritando que no pueden poseer el material como lo harías con un libro".
Alex Walker, para Kotaku Australia en 2019, informó que dos años después del lanzamiento, la aplicación móvil D&D Beyond se actualizaría para incluir la capacidad de cargar hojas de personajes. Walker destacó que esta era una característica muy solicitada desde el lanzamiento de D&D Beyond; Walker criticó la demora en agregar la función, especialmente porque otras versiones de hojas de personajes móviles ya se habían hecho antes de manera efectiva.
Charlie Hall, de Polygon, informó que en marzo de 2020 el costo del Legendary Bundle de D&D Beyond era de USD $637,19. Destacó que el costo de los libros fuente y los módulos de aventuras ambos digitales de Dungeons & Dragons es casi el mismo que el de los libros físicos, y que "muchos jugadores siguen prefiriendo los libros físicos". Hall vio a D&D Beyond como una aplicación de lujo y que "no está ansioso por comprar el mismo contenido dos veces".. Adam Benjamin, de CNET en febrero de 2023, escribió que "una suscripción al nivel Héroe no tiene un gran valor a menos que juegues en muchos grupos de D&D (más de seis). El valor real de una suscripción es compartir contenido con el nivel Maestro. [...] Un DM con una suscripción de nivel Maestro puede gastar $6 por mes y compartir el contenido comprado con el resto del grupo, incluso si tienen cuentas gratuitas". Benjamin comentó que "el principal inconveniente de D&D Beyond es que se enfoca en las hojas de los personajes, no en otros elementos de una tabla de D&D". Para los grupos que dependen de los mapas para "visualizar el combate y la exploración", deberán usar una mesa virtual (como Roll20 o Fantasy Grounds) u otras herramientas de mapas además de D&D Beyond.
En el anuncio de mayo de 2022 de los libros fuente descatalogados, Christian Hoffer, de ComicBook.com, comentó que "una de las principales preocupaciones sobre la eliminación es el acceso a los capítulos de lore contenidos en Volo's Guide to Monsters y Mordenkainen's Tome of Foes. Ambos libros contenían docenas de páginas de lore sobre el multiverso de D&D que no aparecen en Monsters of the Multiverse [...] D&D Beyond no ha dicho si los diversos capítulos de lore ampliados estarán disponibles para los jugadores de D&D Beyond en el futuro, o si serán descatalogados y esencialmente eliminados de acceso para los nuevos jugadores en el futuro. Por supuesto, los jugadores de D&D aún pueden leer el lore en Volo's Guide to Monsters y Mordenkainen's Tome of Foes comprando copias físicas de los libros, que seguirán estando disponibles incluso después de que Monsters of the Multiverse sea lanzado la semana que viene".